# André Bach
Pour les articles homonymes, voir Bach.
André Bach, né le 5 décembre 1943 à Perpignan et mort le 18 mai 2017 à Andernos-les-Bains, est un général et historien français.
Officier de l'Armée de Terre, il est connu pour ses travaux d’historien au Service historique de l'Armée de Terre (SHAT) ainsi que ses travaux indépendants après l'avoir quitté en 2000. Il est un grand spécialiste de la Première Guerre mondiale. Il est un des principaux spécialistes français de la justice militaire pendant le conflit.

## Biographie

### Formation
Admis à Saint-Cyr en 1965 dans la promotion lieutenant-colonel Driant, il opte à sa sortie pour l'arme de l'infanterie.
Il est admis à l’École supérieure de guerre en 1978 par la voie universitaire.Il est diplômé de l’Institut d'études politiques de Paris (promotion 1980) et titulaire d'une maîtrise en histoire de l'université Paris 1 Panthéon-Sorbonne (1981), sur Edmond Mendras, attaché militaire en Union soviétique.

### Carrière
Il a servi au 1er régiment de chasseurs parachutistes. Après avoir été en interposition au Liban comme casque bleu en 1985-1986, il est nommé professeur de tactique à l’École de guerre. En 1988, il devient chef de corps du 67e régiment d'infanterie à Soissons. Il revient en 1992 à l’École de guerre comme chef du cours stratégie et histoire militaire. Il prend la direction du Service historique de l’Armée de Terre au château de Vincennes en 1997. Promu général de brigade, il passe en deuxième section en 2000.
Il se consacre ensuite entièrement à ses activités d'historien. Spécialiste de la Première Guerre mondiale, il occupe la vice-présidence du Collectif de recherche international et de débat sur la guerre de 1914-1918.

## Travaux
Prenant la tête du Service historique de l'Armée de terre en 1997, il travaille dès son arrivée sur la question des fusillés et des mutins de 1917 qui faisait polémique. Son rang de général et directeur du Service historique lui a facilité la tâche puisqu'il a librement accès aux pièces de la justice militaire. Sans son rang et sans dérogation ministérielle, qui se fait document par document, il aurait fallu attendre 2018 pour lire entièrement toutes les archives afin de protéger la vie privée des personnes citées.
Il a élaboré avec son équipe une base de données informatiques qui leur a permis d'étudier les 140 000 minutiers des conseils de guerre. Grâce à ses travaux qui durent 3 ans, il découvre que les « fusillés pour l’exemple » ne l’ont pas tous été en 1917, mais durant les deux premières années du conflit. Il a alors répertorié le nombre d’exécutions décidées par la Justice militaire à 2 300 condamnations à mort et 550 exécutions avec une marge d'erreur de 10 % et marque l'ampleur de la répression militaire française durant la Première Guerre mondiale. Selon lui, 60 % des exécutions ont eu lieu en 1914 et 1915.
À la suite de la mise en ligne des dossiers de fusillés et du fichier des « Non Morts pour la France » sur le site Mémoire des hommes depuis le 19 avril 2014, il a participé au Prisme1418, en tant que rédacteur principal, sur une série d'articles concernant le fonctionnement de la justice militaire et l'étude approfondie d’un certain nombre de cas.
Le général Bach, qui accordait une grande importance aux correspondances de soldats, en a accompagné la publication et en a préfacé plusieurs recueils.
Il est décédé le 18 mai 2017 à Andernos-les-Bains.

## Ouvrages
- (en collaboration avec Jean Nicot et Guy Pedroncini) Les poilus ont la parole, Paris, Éd. Complexe, 2003.
- Fusillés pour l'exemple - 1914-1915, Paris, Éd. Tallandier, 2003, 617 p.  (ISBN 2-84734-040-8).
- L'Armée de Dreyfus  - Une histoire politique de l'armée française de Charles X à "l'Affaire", Tallandier, 2004, 500 p. (ouvrage doublement couronné, en 2005 par le prix du maréchal Foch décerné par l'Académie française et par le "prix Edmond Fréville" de l'Académie des sciences morales et politiques).
- Justice militaire 1915-1916, Paris, Éd. Vendémiaire, 2013, 594 pages,  (ISBN 978-2-36358-048-1).

## Filmographie
Patrick Cabouat, Fusillés pour l'exemple, film documentaire  (2003) commenté par André Bach. 
Mme Jackie Poggioli, Fucilati in prima ligna / Fusillés en première ligne, film documentaire (2011) sur les Corses fusillés pour l'exemple au cours de la Première Guerre mondiale, commenté par André Bach (You Tube). 